# Matthias Arnold
Matthias Arnold, né le 18 juin 1990, est un rameur allemand.

## Palmarès

### Championnats du monde
| Discipline         | Chungju 2013 Corée du Sud | Amsterdam 2014 Pays-Bas | Aiguebelette 2015 France |
| ------------------ | ------------------------- | ----------------------- | ------------------------ |
| Deux de pointe, pl |                           |                         | Bronze                   |